# Steatomys parvus
Steatomys parvus is een zoogdier uit de familie van de Nesomyidae. De wetenschappelijke naam van de soort werd voor het eerst geldig gepubliceerd door Rhoads in 1896.